# ليديا هيرست
ليديا ماري هيرست شو هاردويك (بالإنجليزية: Lydia Hearst-Shaw)‏ (ولدت في 19 سبتمبر 1984) والمعروفة باسم ليديا هيرست، ممثلة، عارضة أزياء وناشطة في الأعمال الخيرية، وسفيرة الابتسامة في منظمة “أوبريشن سمايل” التي تهدف لرسم الابتسامات في وجوه الأطفال المحتاجين، وريثة سلسلة عملاقة لدار النشر أنشأها جدها للأمها، وليام راندولف هيرست، انضمت لفيلم "حمى المقصورة: المريض صفر (2014) عام 2003 شارت أفلام منها فيلم الحلاق (2014) وفيلم # رعب (2015) وفيلم اثنين في واحد (2016).

## نشأتها
ولدت هيرست في ويلتون، كونيتيكت، أمها باتي هيرست وأبوها برنارد شو. بعد التحاقها بمدرسة لورنسفيل ومدرسة ويلتون الثانوية (حيث كانت مشجعة) ، التحقت بجامعة القلب المقدس في فيرفيلد، كونيتيكت.

## حياتها الشخصية
تزوج كريس هاردويك و هيرست في 20 أغسطس 2016 في باسادينا، كاليفورنيا.

## روابط خارجية
- الموقع الرسمي
 (أدوبي فلاش)
- ليديا هيرست على موقع IMDb (الإنجليزية)
- ليديا هيرست على موقع ميتاكريتيك (الإنجليزية)
- ليديا هيرست على موقع روتن توميتوز (الإنجليزية)
- ليديا هيرست على موقع قاعدة بيانات الأفلام العربية
- ليديا هيرست على موقع ألو سيني (الفرنسية)
- ليديا هيرست على موقع أول موفي (الإنجليزية)
- ليديا هيرست على موقع قاعدة بيانات الفيلم (الإنجليزية)
- ليديا هيرست على موقع ليتربوكسد (الإنجليزية)
- ليديا هيرست على موقع كينوبويسك (الروسية)
- ليديا هيرست على موقع دليل عارضات الأزياء (الإنجليزية)